# Rötjärnen (Hanebo socken, Hälsingland)
Rötjärnen är en sjö i Bollnäs kommun i Hälsingland och ingår i Skärjåns huvudavrinningsområde. Sjön är 8,6 meter djup, har en yta på 0,0898 kvadratkilometer och befinner sig 253,5 meter över havet. Sjön avvattnas av vattendraget Ovanbäcken.

## Delavrinningsområde
Rötjärnen ingår i det delavrinningsområde (678341-154208) som SMHI kallar för Ovan 678265-154350. Medelhöjden är 263 meter över havet och ytan är 1,88 kvadratkilometer. Det finns inga avrinningsområden uppströms utan avrinningsområdet är högsta punkten. Ovanbäcken som avvattnar avrinningsområdet har biflödesordning 2, vilket innebär att vattnet flödar genom totalt 2 vattendrag innan det når havet efter 46 kilometer. Avrinningsområdet består mestadels av skog (93 procent). Avrinningsområdet har 0,09 kvadratkilometer vattenytor vilket ger det en sjöprocent på 4,7 procent.